# Pere Sala i Villaret
Pere Sala i Villaret (1839, Vic - † 1916, Barcelona) fou un teòleg, filòsof i escriptor protestant català.

## Biografia
Va fer els estudis eclesiàstics i s'ordenà sacerdot catòlic. A Barcelona es llicencià en dret i filosofia i lletres. Formà un petit cercle eclesiàstic liberal i republicà i col·laborà a El Diluvio, diari republicà, sota el pseudònim d'Abelardo. Aquesta militància li valgué l'animadversió del seu bisbe i grans persecucions, fins i tot quan la seva obra filosòfica més coneguda, Matèria, forma i força, la signà amb el pseudònim de Melchor Salvany. Aquesta obra es considera dins del materialisme i s'apropa a els conclusions de Haeckel. Escrigué també Verb de Déu, La clau del misteri, Allò absolut i articles conra el neoescolasticisme a la Revista Contemporánea envers el 1877. El seu llibre va ser elogiat per Alejandro Pidal i Francesc Sunyer i Capdevila. Entre d'altres coses, afirma que «la matèria és la base de tot ésser finit». Pere Sala fou professor de l'Institut de Manresa fins a la caiguda de la Primera República Espanyola i després se n'anà a Madrid, on es secularitzà (deixà de ser sacerdot) i es dedicà al periodisme traduint revistes estrangeres i redactant al periòdic liberal La Iberia i a la Revista de España; en aquesta última publica sobre la problemàtica religiosa. Comença a visitar, cap al 1884, l'Església Reformada de Beneficència i es converteix, tenint el ministeri de la paraula i posteriorment com a pastor a la missió de Bóveda de Toro a Zamora i a la de Villaescusa. El 1890 publica la seva obra teològica més important: El Verb de Déu.
El 1901 torna a Barcelona, on treballà al diari El Diluvio. Va ser enterrat d'acord amb el ritu de l'Església Reformada Episcopal pel pastor de Sabadell Antoni Estruch i Bros.